# 五港总督
五港总督（Lord Warden of the Cinque Ports）是英国的一项荣誉性职位。这个职位起源于12世纪，也许更久，当时还是"Keeper of the Coast"。总督最初的权职是管理五港（Cinque ports），它们是位于英格兰东南海岸的港口。